# Amphibulus africanus
Amphibulus africanus är en stekelart som beskrevs av Luhman 1991. Amphibulus africanus ingår i släktet Amphibulus och familjen brokparasitsteklar. Inga underarter finns listade i Catalogue of Life.